# Leaves’ Eyes
Leaves’ Eyes (с англ. — «Глаза листьев») — немецкая симфоник-метал-группа, основанная в 2003 году вокалистами Александром Круллем и Лив Кристин. Группа исполняет мелодичный метал с использованием клавишных и иногда народных инструментов, симфоническими аранжировками и влиянием средневековой музыки. Тексты песен посвящены главным образом средневековой истории и мифологии.

## Музыкальный стиль и тематика песен
По сравнению с предыдущим проектом Лив Кристин, готик-металлической группой Theatre of Tragedy, музыка Leaves’ Eyes стала более лёгкой и оптимистичной и тяготеющей к жанру симфоник-метал. Группу сравнивают с такими коллегами по жанру, как Nightwish, Epica, After Forever и Within Temptation.
Тексты большинства песен посвящены скандинавским сагам о богах и викингах. Из-за этого некоторые журналисты причисляют группу ещё и к жанру викинг-метал, хотя Лив Кристин с этим не согласна.

## История

### С Лив Кристин
Группа была основана после ухода норвежской певицы Лив Кристин из группы Theatre of Tragedy. Остальные музыканты группы, включая её на тот момент мужа Александра Крулля, пришли из немецкой дэт-метал-группы Atrocity. Лив Кристин стала основной вокалисткой Leaves’ Eyes и автором текстов песен, а Александр исполняет партии гроулинга. Название было предложено Круллем во время прогулки с Лив Кристин по осеннему лесу, из-за схожести слова leaves (листья) и первого имени певицы.
Второй альбом группы Vinland Saga, вышедший в 2005 году, пересказывает историю открытия Северной Америки норвежским викингом Лейфом Эрикссоном. Диск 2006 года Legend Land продолжает эту тему.
В 2009 году вышел альбом Njord, посвящённый скандинавской мифологии. Альбом Meredead, выпущенный в 2011 году, отличается уклоном в сторону кельтской музыки, однако влияние культуры викингов по-прежнему сильно́.
Большинство текстов следующего альбома, Symphonies of the Night, посвящены судьбе женщин прошлого, как реально существовавших (например, Жанна д’Арк, королева Галесвинта), так и вымышленных героинь (например, шекспировская Офелия). На последующем альбоме King of Kings, однако, лирика снова посвящена привычной для группы теме ранней истории Норвегии. В фокусе — король Харальд.

### С Элиной Сииралой

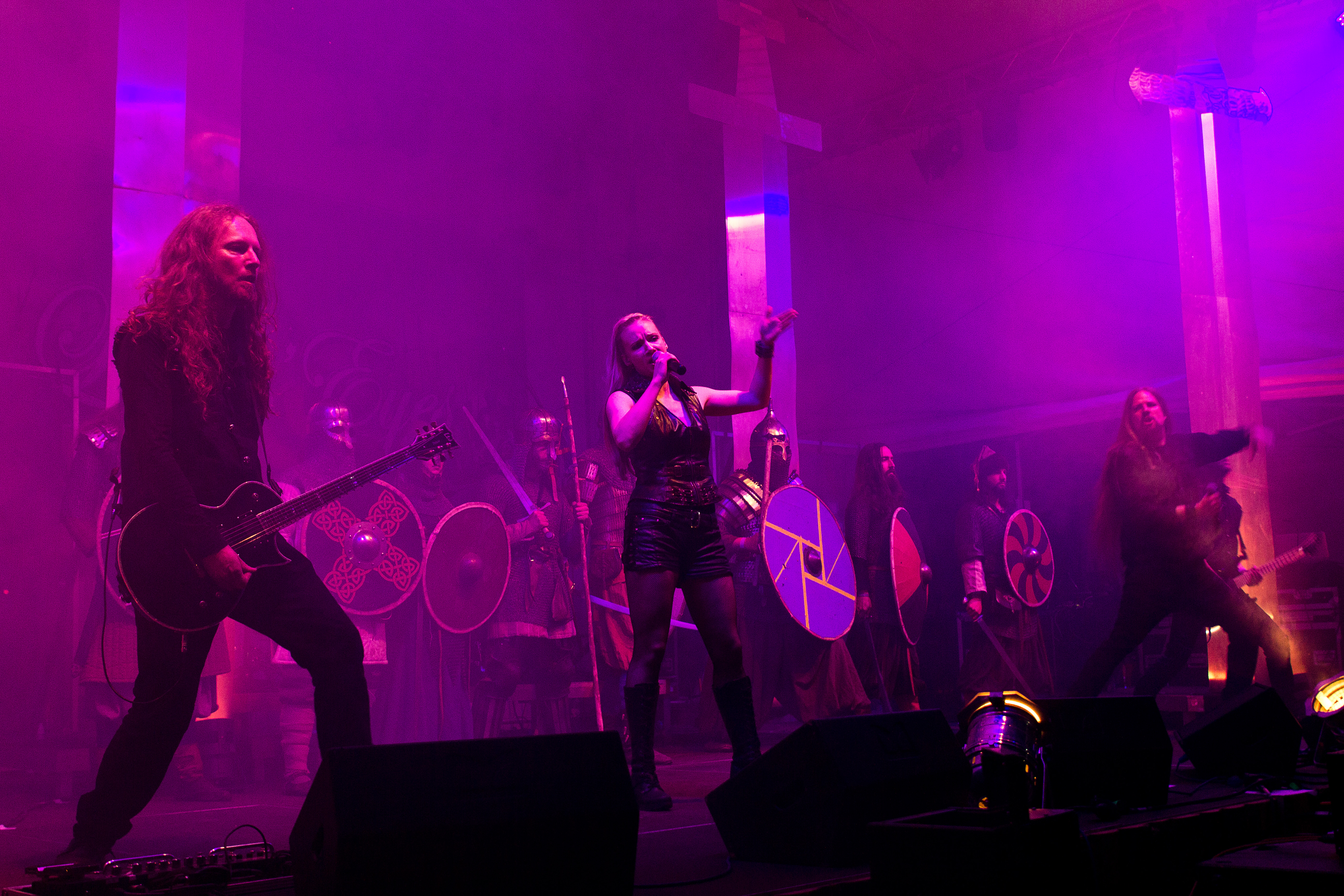
Выступление Leaves Eyes с участием Элины Сииралы и исторических реконструкторов в костюмах викингов

В январе 2016 года Лив Кристин рассталась с Александром Круллем, а в апреле была уволена и из группы, названной в её честь. Стороны по-разному описали ситуацию: Лив утверждала, что увольнение произошло «за её спиной», в то время как гитарист Торстен Бауэр вспоминал, что Лив собиралась покинуть группу сразу после развода и осталась лишь на время тура. После расставания с группой Лив присоединилась к Midnattsol, где уже выступает её сестра Кармен Эспенес, а также продолжила выпускать сольные альбомы.
Место Лив в составе Leaves’ Eyes заняла финская певица Элина Сиирала, вокалистка малоизвестной группы Angel Nation (и дальняя родственница Туомаса Холопайнена). С её участием группа записала альбомы Sign of the Dragonhead (2018) и The Last Viking (2020), посвящённые всё той же средневековой тематике и получившие в целом положительные отзывы. На этих альбомах также усилилось влияние фолк-метала в музыке.
В конце 2010-х — начале 2020-х состав Leaves’ Eyes радикально обновился. В группу пришли гитаристы Микки Рихтер и Люк Гебхарт и басист Андре Нассо. По окончании 2021 года группу покинул один из её основателей, гитарист Торстен Бауэр. В новом составе Leaves Eyes выпустили в 2024 году альбом Myths of Fate.

## Состав
Текущий состав
- Элина Сиирала[англ.] (Elina Siirala) — вокал (с 2016)[8]
- Александр Крулль (Alexander Krull) — вокал (гроулинг), программирование (с 2003)
- Торстен Бауер (Torsten Bauer) — гитара (с 2003)
- Сандер ван дер Меер (Sander van der Meer) — гитара (с 2010)
- Нилс Лёффлер (Niels Löffler) — бас (с 2014)
- Йорис Найенхюйс (Joris Nijenhuis) — ударные (с 2013)

Бывшие участники
- Лив Кристин Эспенес-Крулль (Liv Kristine Espenæs Krull) — вокал (2003–2016)
- Матиас Рёдерер (Mathias Röderer) — гитара (2003–2010)
- Крис Лукхауп (Chris Lukhaup) — бас (2003–2007)
- Алла Федынич (Alla Fedynitch) — бас (2008–2010)
- Мартин Шмидт (Martin Schmidt) — ударные (2003–2004)
- Мориц Нойнер (Moritz Neuner) — ударные (2004–2007)
- Николас Баркер (Nicholas Barker) — ударные (2004–2008)
- Петер Хёрнунг (Peter Hörnung) — ударные (2007–2008)
- Севен Антонопулос (Seven Antonopoulos) — ударные (2008–2010)
- Роланд Навратил (Roland Navratil) — ударные (2010–2012)
- Феликс Борн (Felix Born) — ударные (2012–2013)

## Дискография
Студийные альбомы
- Lovelorn (2004)
- Vinland Saga (2005)
- Njord (2009)
- Meredead (2011)
- Symphonies of the Night (2013)
- King of Kings (2015)
- Sign of the Dragonhead[англ.] (2018)
- The Last Viking (2020)
- Myths of Fate (2024)

Концертные альбомы
- We Came with the Northern Winds – En Saga I Belgia (CD/DVD, 2009)

Синглы и EP
- «Into Your Light» (2004)
- Elegy (2005)
- Legend Land (2006)
- My Destiny (2009)
- At Heaven’s End (2010)
- Melusine (2011)
- Fires in the North (2016)

## Видеография
- «Into Your Light» (2004)
- «Elegy» (2005)
- «Legend Land» (2006)
- «New Found Land» (2007)
- «My Destiny» (2009)
- «Take the Devil In Me» (2010)
- «Melusine» (2011)
- «To France (Mike Oldfield cover)» (2011)
- «Hell To The Heavens» (2013)
- «Symphony of the Night» (feat. Maite Itoiz — Spanish Version) (2015)
- «Halvdan The Black» (2015)
- «The Waking Eye» (2015)
- «Edge of Steel» (2016)